# 美洲菱鮃
美洲菱鮃為輻鰭魚綱鰈形目鰈亞目菱鮃科的其中一種，為溫帶海水魚，分布於西大西洋區，從加拿大聖羅倫斯灣至美國佛羅里達北部海域，棲息深度55-73公尺，體長可達45.7公分，棲息在底層水域，生活習性不明，可做為食用魚。

## 扩展阅读
維基物種上的相關：美洲菱鮃